# بتا-پروپیولاکتون
بتا-پروپیولاکتون (به انگلیسی: Beta-Propiolactone) با فرمول شیمیایی C۳H۴O۲ یک ترکیب شیمیایی است. که جرم مولی آن ۷۲٫۰۶ g/mol می‌باشد. شکل ظاهری این ترکیب، مایع بی‌رنگ است.